# Félipe Enríquez
Félipe Enríquez Rojas (nascido em 21 de fevereiro de 1961) é um ex-ciclista olímpico mexicano.

## Carreira olímpica
Enríquez representou sua nação nos Jogos Olímpicos de Verão de 1984, na prova de contrarrelógio por equipes (100 km).